# Нідерландська діаспора
Голландська діаспора, сьогодні нідерландська діаспора складається з голландців, вихідців з інших провінцій Нідерландів, та їхніх нащадків, які проживають за межами Нідерландів.
Еміграція з Нідерландів триває щонайменше чотириста років, і це може бути пов'язано з міжнародною присутністю Голландської імперії та її монополією на товарне судноплавство в багатьох частинах світу. Голландці поселилися на постійній основі в кількох колишніх голландських колоніях або торгових анклавах за кордоном, а саме: Нідерландських Карибських островах, Голландській Капській колонії, голландських Східній Індії, Суринамі та Нових Нідерландах. З кінця Другої світової війни найбільша частка голландських емігрантів переїхала до англофонних країн, а саме до Канади, Австралії, Нової Зеландії та США, в основному шукаючи кращих можливостей працевлаштування. Післявоєнна еміграція з Нідерландів досягла свого піку між 1948–63 роками, з періодичними сплесками у 1980-х та середині 2000-х. Транскордонна міграція до Бельгії та Німеччини стала більш поширеною з 2001 року, зумовлена зростанням вартості житла в великих голландських містах.

## Рання еміграція
Перша велика хвиля голландських іммігрантів, що покинули Нижні країни була з сучасної Північної Бельгії, оскільки вони хотіли врятуватися від сильно урбанізованих міст Західної Фландрії. Вони прибули до Бранденбурга в 1157 році. Завдяки цьому, територія відома як «Флемінг» (Флемінг) стосовно герцогства, з якого прийшли ці іммігранти. Через ряд руйнівних повеней в провінціях ЗЕЕЛАНДІЯ і Голландії в XII столітті, велика кількість фермерів мігрували в Уош в Англії, в дельту Жиронда у Франції, в околиці Бремена, Гамбурга і західні землі Північного Рейну-Вестфалія. До кінця XVI століття багато голландців (запрошених німецьким маркграфом) переїхали до дельти Ельби, навколо Берліна, де висушили болота, каналізували річки та будували численні дамби. Сьогодні берлінський діалект все ще має деякі голландські риси.
Закордонна еміграція голландців розпочалася приблизно в XVI столітті, почавши голландську колоніальну імперію. Перші голландські поселенці прибули до Нового Світу в 1614 році і побудували ряд поселень навколо гирла річки Гудзон, створивши колонію Нові Нідерланди зі столицею в Новий Амстердам (майбутній світовий мегаполіс Нью-Йорка). Голландські дослідники також відкрили Австралію та Нову Зеландію в 1606 році, хоча вони не заселяли нові землі; імміграція Голландії до цих країн розпочалася лише після Другої світової війни. Голландці також були одними з небагатьох європейців, які успішно оселили Африку до кінця XIX століття.

## Південна Африка

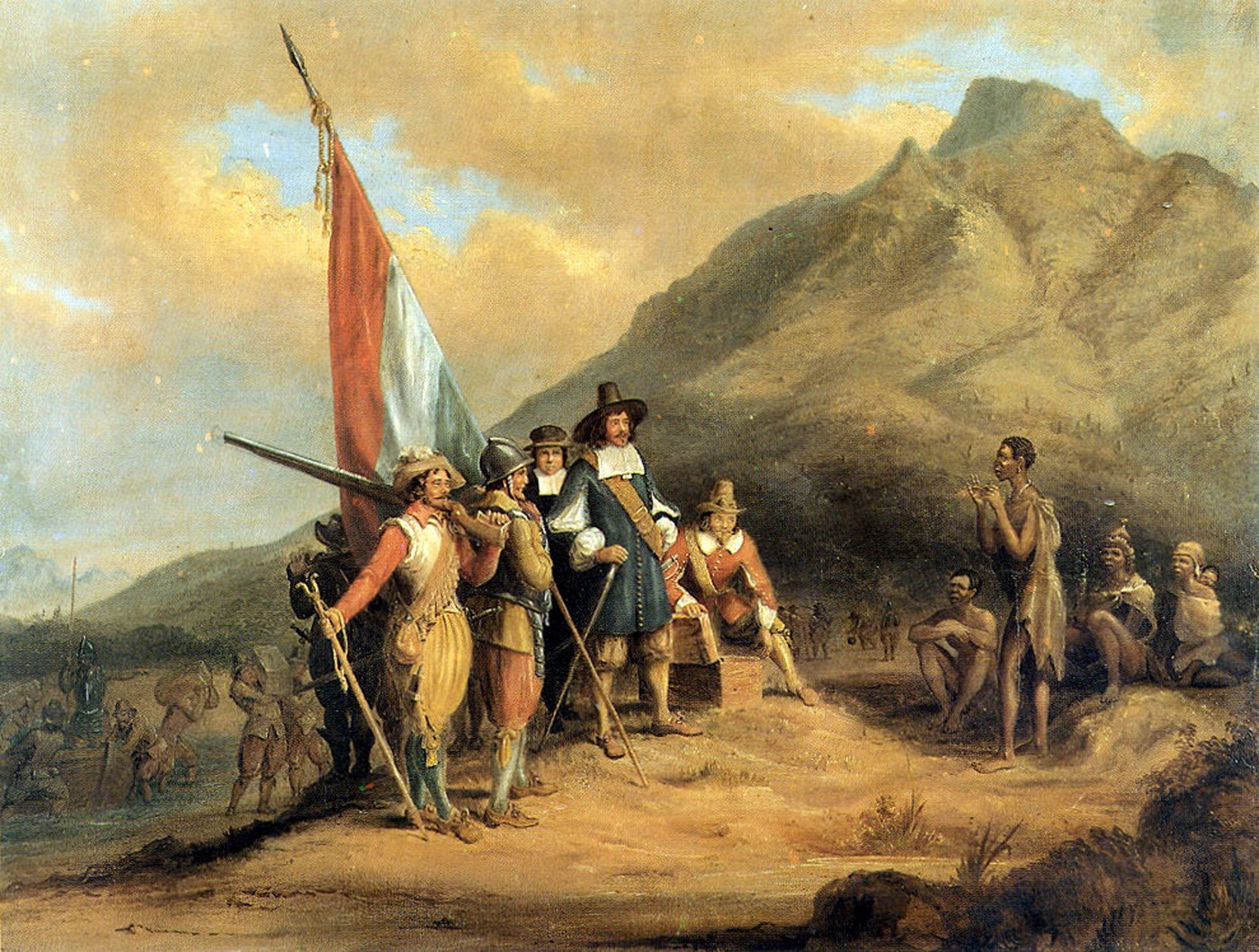
Картина із зображенням приїзду голландських переселенців під Яном ван Рібеком на мис Доброї Надії, 1652 рік

Мис Доброї Надії був спочатку заселений європейцями під егідою Голландської Ост-Індської компанії (також відомої її голландськими ініціалами VOC), яка створила там 1652 р. станцію для забезпечення своїх флотів їжею, напоями та прихистком під-час довгої морської подорожі з Європи в Азію. Оскільки основною метою поселення в Кейпі в той час було складання запасів для пропуску голландських кораблів, VOC запропонувала своїм працівникам гранти на сільськогосподарські угіддя за умови, що вони будуть вирощувати зерно для складів компанії, і звільнила їх від контрактів, щоб заощадити на зарплаті.
Потенційні працівники повинні були бути одруженими з голландськими громадянами, яких Компанія вважає «добрими людьми» та мусили взяти на себе зобов'язання провести щонайменше двадцять років на африканському континенті. Їм було видано лист про свободу, відомий як «vrijbrief», який звільнив їх від служби в компанії і отримали ферми по тринадцять з половиною моргенів кожен. Однак нові фермери також зазнали жорстких обмежень: їм було наказано зосередитися на вирощуванні зерна, і кожен рік їх урожай повинен був продаватися виключно голландським чиновникам за фіксованими цінами. Їм заборонялося вирощувати тютюн, виробляти овочі для будь-яких цілей, крім особистого споживання, або купувати худобу у корінних племен за ставками, що відрізнялися від встановлених Компанією. З часом ці обмеження та інші спроби колоніальної влади контролювати європейське населення призвели до того, що послідовні покоління переселенців та їхніх нащадків стають все більш локалізованими у своїй вірності та національній ідентичності та вороже ставляться до колоніального уряду.
Порівняно небагато голландських жінок супроводжували перших поселенців Голландії до мису Доброї Надії, і одним із природних наслідків незбалансованого статевого співвідношення було те, що між 1652 та 1672 роками близько 75 % дітей, народжених рабами в колонії, мали батьків-голландців. Більшість рабів були завезені із Східної Індії (Індонезія), Індії, Мадагаскару та частини Східної Африки. Це призвело до утворення нової етнічної групи — Капські кольорові, більшість з яких прийняли голландську мову та сприяли формуванню її у новому регіональному діалекті — африкаанс.
У 1691 році на мисі Доброї Надії проживало щонайменше 660 голландців. До кінця правління Голландії він збільшився до приблизно 13 000, або на половину європейського населення мису. Інші європейці, які оселилися в епоху Голландії, були німцями чи французькими гугенотами, що відображало багатонаціональний характер робочої сили Voc та її поселень. Згодом кількість людей голландського походження на мисі стало важко оцінити, що частково пояснюється майже загальним прийняттям голландської мови та голландської реформаторської церкви німецьким чи французьким походженням, а також значним ступенем взаємозв'язку. З кінця дев'ятнадцятого століття термін " Африканер " був названий для опису білих південноафриканців, що походять від вихідних голландсько-переселенців на мисі, незалежно від етнічної спадщини.

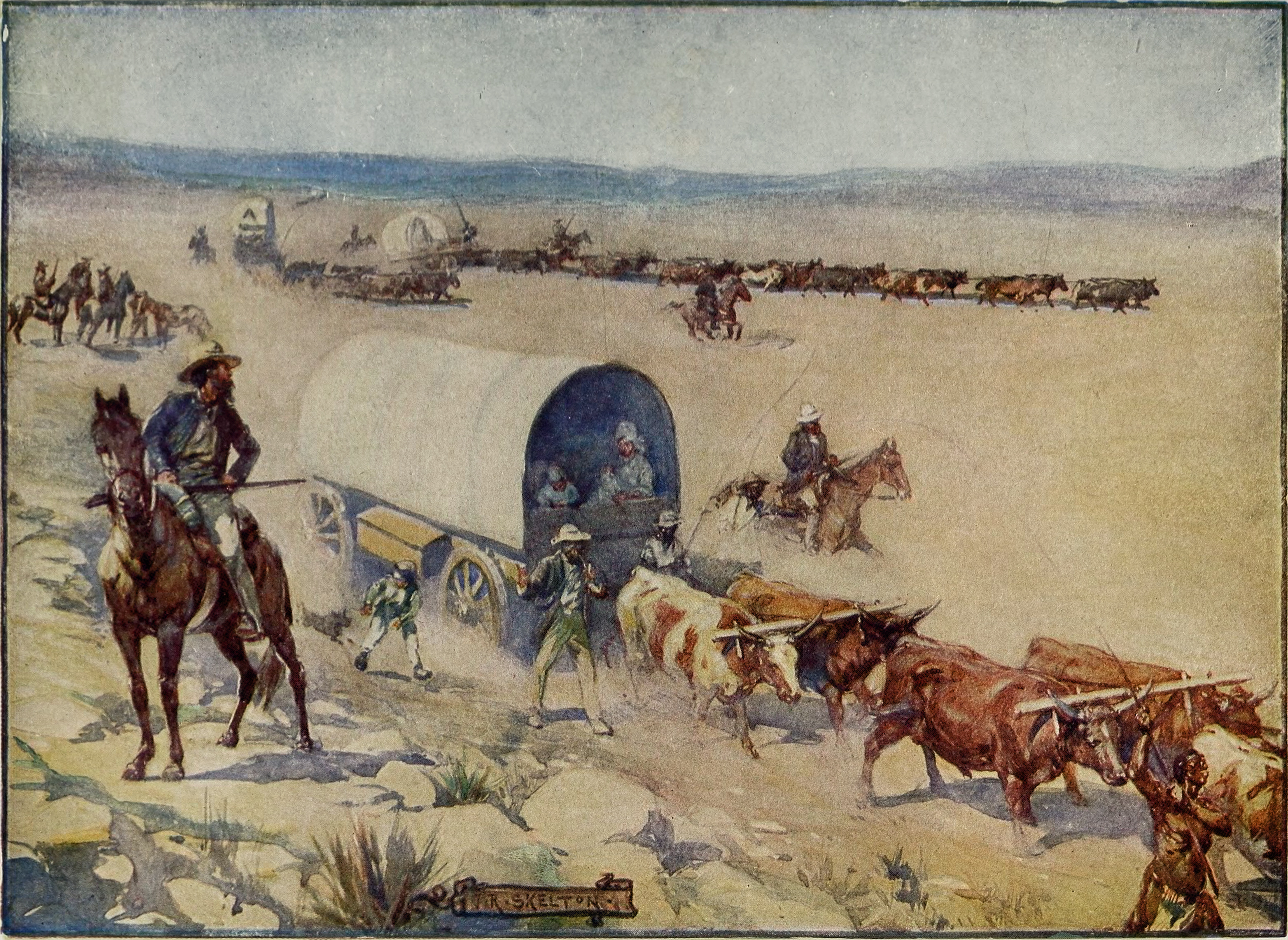
Boer Voortrekkers в Південній Африці

Нідерланди втратили Капську колонію під час британської навали в 1806 році під час Наполеонівських воєн. Після закінчення цього конфлікту, мис був офіційно переданий до Великої Британії в відповідно до умов Паризького договору. Багато впливових південноафриканців голландського походження змусили громаду Африканера протистояти нав'язуванню англійської мови та британських законів. Одним із таких прикладів був Крістофель Бранд, син колишнього високопоставленого чиновника ВОС, який став першим спікером парламенту Капської Доброї Надії. Бренд стверджував, що «Англія забрала у старих колоністів Мису все, що було їм дорого: їхню країну, закони, звичаї, рабів, свої гроші, так, навіть рідну мову … [вони] зробили все щоб довести, що вони хотіли бути англійцями, тоді як їх завойовники постійно працювали, щоб нагадати їм, що вони були голландцями». У 1830 році De Zuid-Afrikaan була створена як голландська газета для протидії домінуючому впливу англійської журналістики на Західному Капському краї. Після цього незабаром було створено голландськомовний університет та кілька товариств мистецтв. Це розглядалося як початок етнічної свідомості африканерів: у 1835 р. Одна місцева нідерландська газета відзначила підйом нових знайдених настроїв, що «колоніст голландського походження не може стати англійцем, і він не повинен прагнути бути голландером».
Найбільш бідні і сільська частина спільноти африканер, відомі як бури, чинили опір британському правлінню шляхом проведення Великого Трека глибоко в Південну Африку і з засновували свої власні автономні бурські республіки. Бурські республіки заохочували імміграцію з Нідерландів, оскільки голландських мігрантів цінували за їх освіту та технічні навички.
Ще одна хвиля імміграції Голландії до Південної Африки відбулася після Другої світової війни, коли багато громадян Голландії виїжджали за кордон, щоб уникнути дефіциту житла та депресивних економічних можливостей вдома. Південна Африка зареєструвала чистий прибуток у 45 000 голландських іммігрантів між 1950 та 2001 роками.

## Тайвань

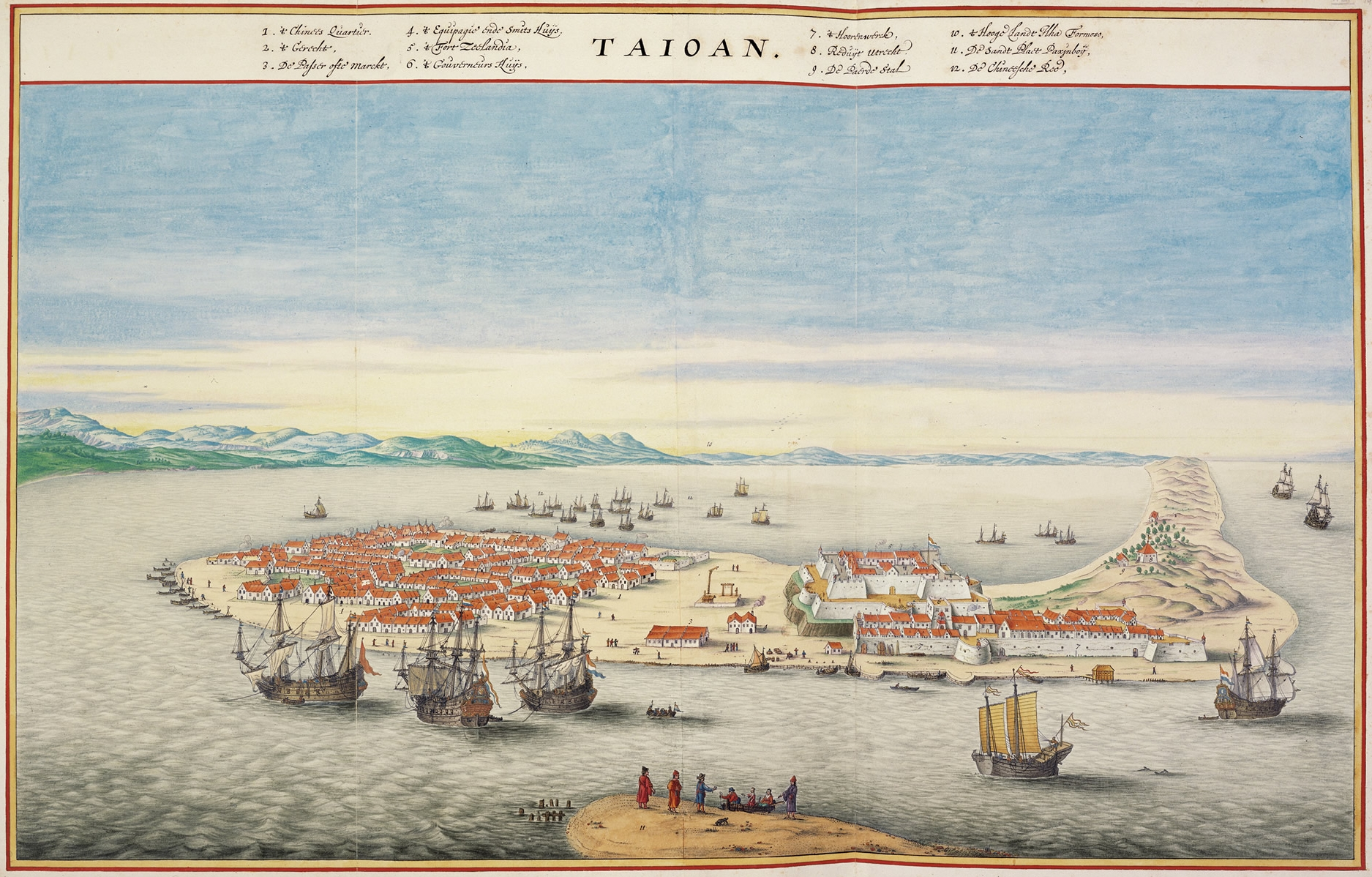
Форт Зеландія, резиденція губернатора в голландській Формозі

Голландська Ост-Індійська компанія створила на Тайвані голландську колонію Формоза в 1624 році. Під час облоги у Форте Зеландії 1662 р., коли китайські лонгістські сили Мін, якими командував Коксінга, обложили та розгромили голландську Ост-Індську компанію та завоювали Тайвань, китайці взяли в полон голландських жінок та дітей. Голландський місіонер Антоніус Гамброк, дві його дочки та його дружина були серед голландських військовополонених з Коксінга. Коксінга відправив Гамбрука до Форт Зеландії, вимагаючи, щоб він переконав їх здатися, інакше Гамбрук буде вбитий, коли він повернеться. Гамбрук повернувся до Форту, де були дві його інші дочки. Він закликав Форт не здаватися, і повернувся до табору Коксінга. Потім його стратили обезголовленням, і на додаток до цього серед китайців поширилася чутка про те, що голландці заохочують рідних тайваньських аборигенів вбивати китайців, тож Коксінга наказав масово стратити голландських в'язнів-чоловіків у відплату, на додаток кількох жінок та дітей також було вбито. Виживші голландські жінки і діти потім були перетворені на рабів. Коксінга сприйняла доньку Гамбрука як наложницю, і голландських жінок продали китайським солдатам, щоб стати їхніми дружинами, щоденний журнал голландського форту зафіксував, що «найкращі збереглися для використання командирами, а потім продали простим солдатам. Щасливою була та, що потрапила до неодруженого чоловіка, тим самим звільнившись від неприємностей з боку китайських жінок, які дуже ревнують своїх чоловіків» У 1684 році деякі з цих голландських дружин все ще були полоненими китайців.
Деякі зовнішні риси голландців, така як руде волосся серед людей у регіонах південного Тайваню, є наслідком цього епізоду, коли голландські жінки стали наложницями китайських командирів. Китайці сприймали голландських жінок як рабських наложниць і дружин, і вони ніколи не були звільнені: у 1684 р. Про деяких повідомлялося, що проживають, у Кемої з голландським купцем зв'язували угоду про звільнення полонених, яку запропонував син Коксінга, але це привело ні до чого. Китайські офіцери використовували голландських жінок, яких вони отримали, як наложниць. Голландські жінки були використані для сексуального задоволення командирами Коксінга. Ця подія роздачі голландських жінок китайським солдатам та командирам зафіксована в щоденному журналі форту.
Дочка-підліток голландського місіонера Антонія Гамбрука стала наложницею Коксінга, її нідерландський полководець Каув назвав «дуже милою і приємною дівою».
Голландські мовні записи фіксують цей випадок, коли китайці приймають голландських жінок як наложниць також дату народження дочки Гамброк

## В'єтнам
Значна частина бізнесу, що проводилася з іноземними чоловіками в Південно-Східній Азії, ним займалися місцеві жінки, які займалися як сексуальними, так і меркантильними стосунками з іноземними торговцями-чоловіками. В'єтнамська жінка, що розмовляє португальською та малайською мовами, яка тривалий час проживала в Макао, була особою, яка тлумачила першу дипломатичну зустріч між Кохіном-Китаєм і голландською делегацією, вона три десятиліття служила перекладачем у суді Кочин-Китай зі старою жінкою, яка була одружена з трьома чоловіками, одним в'єтнамцем та двома португальцями. Олександр Гамільтон заявив, що «Тонкінери дуже бажали мати у своїй країні розплод європейців, тому найбільші вельможі вважали, що це не сором і ганьба одружувати своїх дочок на англійських та голландських моряках, на той час, коли вони повинні були залишатися в Тонкіні і часто подавати своїх зятей досить красиво під час від'їзду, особливо якщо вони залишили дружини з дитиною, але перелюб був небезпечним для чоловіка, оскільки вони добре розбираються в мистецтві отруєння».

## Сполучені Штати

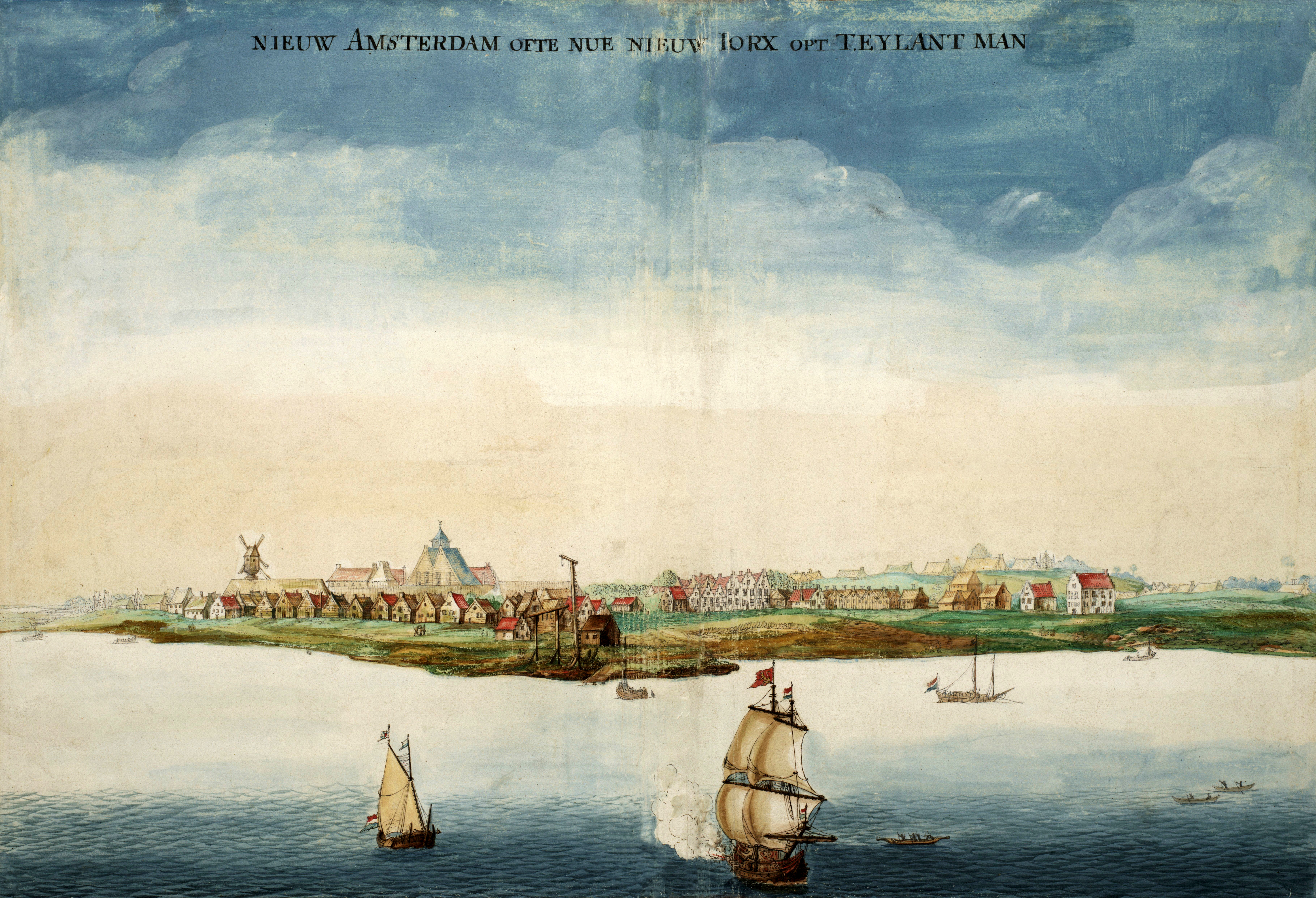
Новий Амстердам 1664 року

Першими голландцями, які приїхали до Сполучених Штатів Америки, були дослідники на чолі з англійським капітаном Генрі Хадсоном (на службі Голландської республіки), який прибув у 1609 р. І склав карту відомої річки Гудзон на кораблі De Halve Maen (Півмісяць (the Half Moon англійською мовою). Їх початковою метою було знайти альтернативний шлях до Азії, але вони знайшли хороші сільськогосподарські угіддя та багато дикої природи
Голландці були одними з ранніх європейців, які пробралися до Нового Світу. У 1614 році приїхали перші голландські поселенці та заснували на Східному узбережжі ряд сіл та містечко під назвою Новий Амстердам, яке стане майбутнім світовим мегаполісом Нью-Йорка. У наш час міста з видатними голландськими громадами розташовані на Середньому Заході, особливо в мегаполісі Чикаго, Вісконсині, Західному Мічигані, Айові та деяких інших північних штатах. Центр Сіу, штат Айова — місто з найбільшим відсотком голландців у США (66 % всього населення). Також у районі Чикаго є три приватні середні школи з відповідними годівницями для початкових класів, які в основному обслуговують голландсько-американську громаду. Ці громади можна знайти в окрузі Дюпаж, південно-західному окрузі Кука та Північно-Західному штаті Індіана.

## Канада
Голландська еміграція до Канади досягла свого піку між 1951 і 1953 роками, коли в середньому 20 000 чоловік на рік здійснювали переправу. Це імміграція була наслідком суворих років у Європі внаслідок Другої світової війни. Однією з причин того, що багато голландців обрали Канаду своїм новим домом, було через відмінні відносини між двома країнами, які особливо розквітли, оскільки в основному канадські війська звільнили Нідерланди в 1944—1945 роках.
На сьогодні майже 400 000 осіб голландського походження зареєстровані як постійно проживаючі в Канаді. Близько 130 000 канадців народилися в Нідерландах, а ще 600 000 громадян Канади мають хоча б одного з батьків з Голландії.
За даними статистики Канади у 2016 році, близько 1 111 645 канадців визначили себе етнічними голландцями.

## Карибський басейн
І острови Леарда (Алонсо де Оєда, 1499 р.), і Британські Нвітряні острови (Христофор Колумб, 1493 р.) Острівні групи були виявлені та спочатку заселені іспанцями. У 17 столітті острови були завойовані голландською Західно-Індійською компанією після поразки Іспанії від Нідерландів у Вісімдесятилітній війні і використовувалися як бази для торгівлі рабами. Дуже мало голландських людей заселили Кариби; більшість були торговцями або (колишніми) моряками. Сьогодні більшість голландських людей, що живуть на Голландських Антильських островах, заможні і нещодавно прибули, часто середнього віку, і в основному їх приваблює тропічний клімат.

## Південна Америка
Більшість голландських поселень у Південній Америці було обмежено Суринам. Хоча значні громади нащадків голландців існують у міських районах та прибережних портових містах Аргентини, Бразилії, Чилі та Гаяни.

### Бразилія

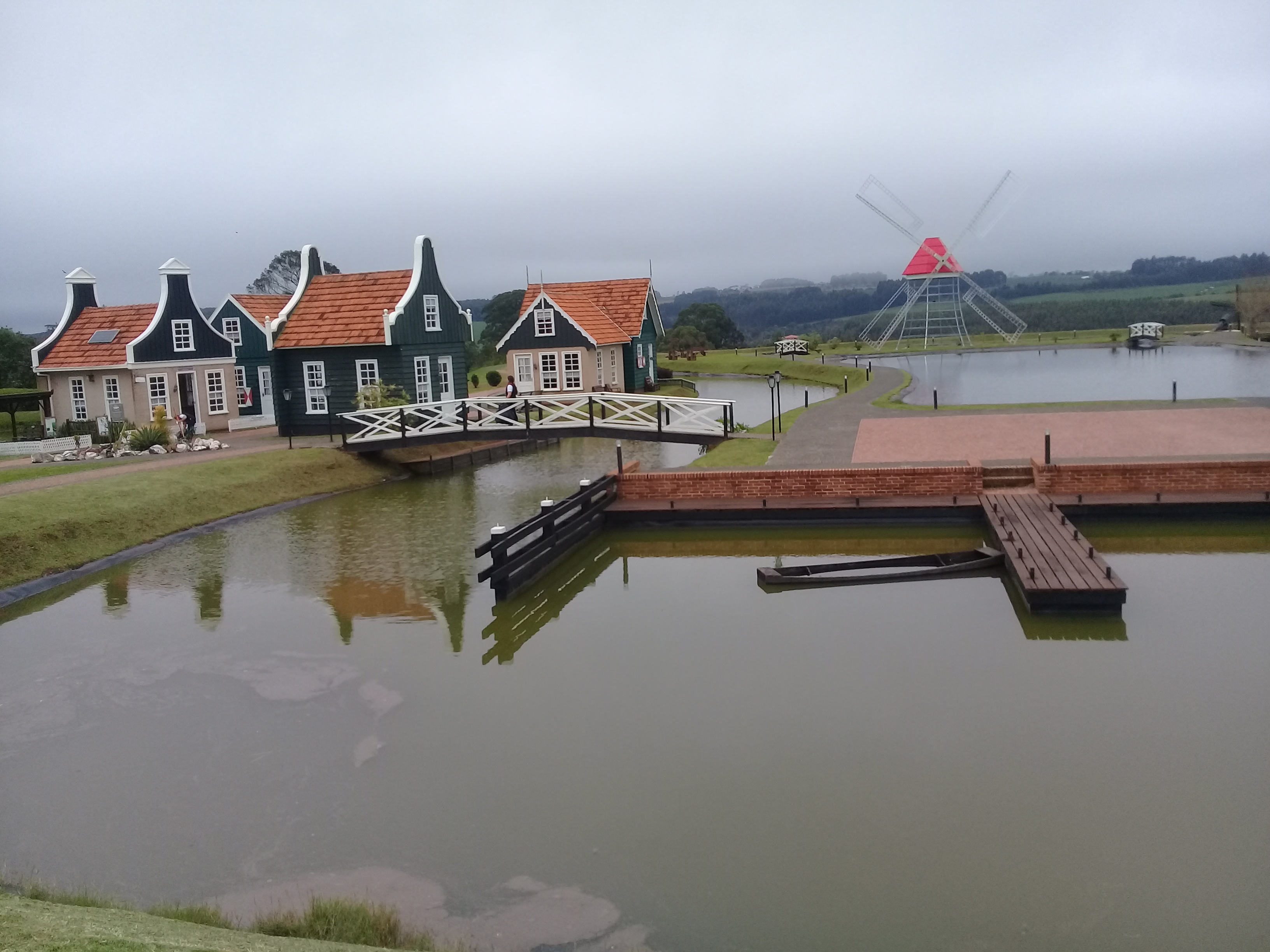
Вид на млин історичного парку Карамбе та будинки в голландській архітектурі зліва

Перша і найбільша хвиля голландських переселенців у Бразилії була між 1640 і 1656 роками, а в Північно-Східній Бразилії була створена голландська колонія, в регіоні оселилося понад 30 000 осіб. Коли Португальська імперія вторглась у колонію, більшість голландців пішли у внутрішні райони та змінили свої прізвища на португальські. Сьогодні їхні нащадки живуть у штатах Пернамбуко, Сеара, Параїба та Ріо-Гранде-Норте. Кількість нащадків невідома, але генетичні дослідження показали сильну присутність північноєвропейської гаплогрупи у бразильців цього регіону. Лише Південна Бразилія показала більше нордичної ДНК, оскільки регіон був населений німецькими іммігрантами. Інші голландські переселенці виїхали та переселилися до Карибського басейну, інші, які виїхали, є голландськими єврейськими переселенцями та голландсько-португальськими переселенцями.
Через два століття багато голландських іммігрантів до Бразилії перейшли в штат Еспіріто-Санто між 1858 і 1862 роками. Вся подальша імміграція припинилася, а контакти з батьківщиною в'янули. «Втрачене поселення» було знову відкрито лише через роки, у 1873 році. За винятком зеландерів у Голландії, до 1900 року Бразилія приваблювала мало голландців. З 1906 по 1913 рік емігрувало понад 3500 голландців, головним чином у 1908—1909 роках.
Після Другої світової війни Нідерландська організація католицьких фермерів та овочівників (КНБТБ) координувала новий потік голландських іммігрантів у пошуках нового життя та нових можливостей у Бразилії.

### Чилі
Еміграція з Нідерландів до Чилі була в 1895 році. Десяток голландських сімей оселилися між 1895 і 1897 роками на острові Хілое. У той же період Егберт Хагеман прибув до Чилі. З сім'єю 14 квітня 1896 року оселився в Ріо-Гато, поблизу Пуерто-Монт. Також сім'я Wennekool, яка відкрила голландську колонізацію Вільяріка.
4 травня 1903 року група з понад 200 голландських емігрантів відпливла на пароплаві «Оропеса», пароплавство «Тихоокеанська пароплавна компанія», з Ла-Рошель (La Pallice) у Франції. Більшість мігрантів народилися в Нідерландах: 35 % — з Північної Голландії та Південної Голландії, 13 % — Північного Брабанта, 9 % — Зеландії та рівної кількості Гелдерланд.
5 червня вони поїздом поїхали до свого остаточного пункту призначення — міста Пітруфкен, розташованого на південь від Темуко, поблизу хутора Донгуїл. Ще одна група голландців прибула незабаром після Талькахуано, в «Ораві» та «Оріссі». Голландську колонію в Донгуїлі охрестили «Новою Трансваальською колонією». Там оселилося понад 500 сімей, щоб почати нове життя. Між 7 лютого 1907 р. і 18 лютого 1909 р. за підрахунками, близько 3 тис. бурів прибуло до Чилі.
За оцінками, близько 50 000 чилійців мають голландське походження, більшість з них мешкають в Мальєко, Горбеа, Пітруфкен, Фаха Майсан та навколо Темуко.

### Суринам

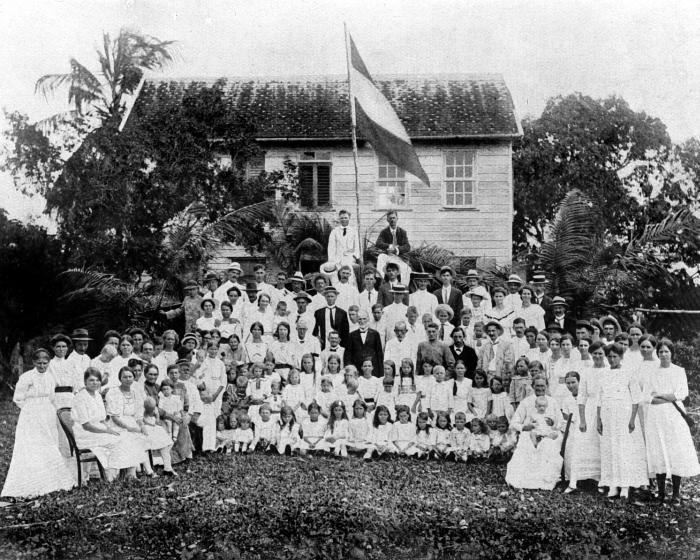
Голландські колоністи в Суринемі, 1920 рік

Голландські переселенці-мігранти в пошуках кращого життя почали приїжджати в Суринам (раніше відомий як Голландська Гвіана) в 19 столітті разом із буерами (не плутати з південноафриканським Боереном), фермерами, які прибули з голландських провінцій Гелдерланд та Гронінген. Багато голландських поселенців покинули Суринам після незалежності в 1975 році. Крім того, суринамські етнічні групи креолів, осіб змішаного афро-європейського походження, частково мають голландське походження.

## Австралія
Хоча голландці були першими європейцями, які досягли Австралії, вони ніколи не справляли великого впливу як група переселенців. На час відкриття Австралії голландці перемогли у своїй війні проти Іспанії, і через це було трохи релігійних переслідувань. Вони не знайшли тих можливостей для торгівлі, яких очікували в голландських Ост-Індіях. У голландських регіонах Золотого віку з високим рівнем безробіття також були рідкістю. Дійсно, Нідерландська республіка була країною імміграції сама по собі протягом 17 століття. Як результат, ніколи не було такої масової еміграції голландцями, подібною до ірландців, німців, італійців або порівняно з югославами. Лише після Другої світової війни відбулася значна міграція з Нідерландів до Австралії. Це, звичайно, не означає, що вони не зробили внесок до Австралії. Оскільки люди багато зробили вражаючий і довготривалий внесок в адаптовану країну.

## Нова Зеландія
Голландець Абель Тасман був першим європейцем, який побачив Нову Зеландію в грудні 1642 року, хоча його атакував Маорі, перш ніж він міг висадитися в районі на північно-західній околиці Південного острова, який зараз відомий як Золотий Бей. Як наслідок, нація була згодом нідерландськими картографами названа Nieuw-Zeeland після голландської провінції Зеландія.
Сучасна міграція голландців до Нової Зеландії розпочалася у 1950-х роках. Ці голландські поселенці прийшли з сучасної Індонезії, коли вона здобула незалежність, і більшість голландських поселенців покинули свої будинки в Індонезії. Багато з них були працьовитими та досягли успіху, серед інших видів діяльності, у сільському господарстві (особливо у вирощуванні тюльпанів) та в гостинності. За результатами перепису 2006 року, понад 20 000 жителів Нової Зеландії народилися голландцями.

## Об'єднане Королівство
Нещодавній перепис населення Великої Британії показав, що населення Нідерландів нараховує приблизно 40 000 осіб (хоча це, можливо, є недооцінкою), фактично зробивши їх однією з найбільших голландських громад Європи. Як і більшість інших груп меншин у Великій Британії, вони переважно скупчені в Лондоні та на Південному Сході, де проживають чотири з кожних 10 народжених нідерландців Британії. Відносно заможний Суррей на лондонському поясі проживає в ряді голландських кластерів, зокрема у Вокінгу, який спостерігався найбільшим найбільшим зростанням між 1991 та 2001 роками. Також у Шотландії є значне населення емігрантів, зокрема Банчорі поблизу Абердина — будинку нафтової фірми Royal Dutch Shell.

## Індонезія

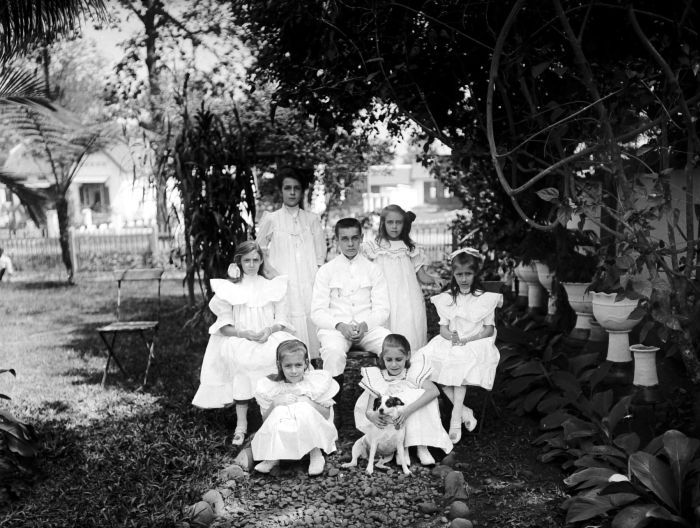
Європейська родина на Яві, початок XX століття

У Нідерландській Ост-Індії (нині Індонезія) голландці міцно взаємодіяли з корінним населенням, і оскільки європейських жінок майже не було, багато голландців одружилися з місцевими жінками. Це створило нову групу людей — голландців-євразійців (голландська: Indische Nederlanders), також відомих як «індос» або «індоєвропейці». До 1930 року в колонії було понад 240 000 європейців та «індоєвропейців». Після Індонезійської національної революції багато хто добровільно або був змушений покинути країну, і сьогодні близько півмільйона євразійців проживають у Нідерландах.
Хоча є деякі, хто вирішив стати на бік індонезійців, наприклад, Понк Прінс, або приєднався до індонезійської армії після повного передачі суверенітету в 1950 році, наприклад, Rokus Bernardus Visser.
З бурхливою економікою Індонезії в 1970-х і 1980-х роках деякі голландці вирішили переїхати в Індонезію, або як емігрант, які працюють на тимчасовій основі, або навіть постійно проживають. Один з них — Ерік Мейєр, який вирізняв кар'єру з Індосатом та Гаруда Індонезія.

## Туреччина
Близько 20 000 голландців проживають у Туреччині, переважно пенсіонери. Населення Голландії в основному знаходяться в Мармарі, Егейському і Середземноморському районах Туреччини.

## Японія
Голландці — невелика невідома меншина, яка проживає в Японії. Перший відомий голландський чоловік японського походження — Людовик Сторнебринк. Майк Хавенаар — відомий японський професійний футболіст голландського походження.

## Список країн за кількістю населення нідерландського походження
| Country                     | Population                                                  | % of country | Criterion     |
| --------------------------- | ----------------------------------------------------------- | ------------ | ------------- |
| Dutch in North America      |                                                             |              |               |
| Dutch Canadian              | 1,067,245                                                   | 3 %          |               |
| Dutch American              | 5,023,846                                                   | 1.6 %        | [ 59 ]        |
| Dutch in South America      |                                                             |              |               |
| Dutch Brazilian             | Білі та не білі нащадки з Голландії 4,434,021               | 2.3 %        |               |
| Dutch Chilean               |                                                             | 0.3 %        |               |
| Dutch Argentines            | 50,000                                                      | 0.1 %        |               |
| Dutch in Europe             |                                                             |              |               |
| Dutch British               | 40,438                                                      | 0.06 %       | [ 60 ]        |
| Dutch people in Finland     | 2,000                                                       | 0.04 %       |               |
| Dutch people in France      | Голландський рід 1,000,000, народилися в Нідерландах 60,000 | 1.5 %        | [ 61 ]        |
| Dutch people in Germany     | 350,000                                                     | 0.4 %        |               |
| Dutch people in Belgium     | 120,970                                                     | 1 %          | [ 62 ]        |
| Dutch people in Scandinavia | 53,000                                                      |              | [ 63 ] [ 64 ] |
| Dutch in Asia               |                                                             |              |               |
| Dutch Burghers              | 40,000                                                      | 0.3 %        | [ 65 ]        |
| Dutch in Oceania            |                                                             |              |               |
| Dutch Australian            | 335,493                                                     | 1.5 %        | [ 66 ]        |
| Dutch New Zealander         | 100,000                                                     | 2 %          | [ 67 ]        |
| Dutch in Africa             |                                                             |              |               |
| Baster                      | 50,000                                                      | 2.5 %        | [ 68 ]        |
| Coloured                    | 4,539,790                                                   |              |               |
| Afrikaner                   | 2,710,461                                                   | 5.4 %        |               |
| Total in Diaspora           | ~15,000,000                                                 |              |               |
| Dutch people                | 17,151,228                                                  | %            | [ 69 ]        |
| Total Worldwide             | ~28,000,000                                                 |              |               |